# 金光輝明
金光 輝明（かねみつ てるあき、1993年1月24日 - ）は、日本の男性プロレスラー。兵庫県神戸市出身。血液型B型。元新日本プロレス所属。

## 来歴
育英高等学校卒業後、東洋大学に進学。
2011年10月に開催された全日本大学グレコローマンスタイル選手権大会66kg級で2位の成績を残し、翌2012年4月に開催されたJOC杯全日本ジュニアレスリング選手権大会グレコローマンスタイル66kg級に出場し優勝を収めた。
2014年12月に行われた新日本プロレス入門テストに合格を果たすと、2015年3月に東洋大学を卒業し、4月に同団体に入寮した。約9か月の練習生期間を経て、2016年1月3日、ディファ有明にて開催される大プロレス祭り2016の舞台で田中翔を相手にデビュー。試合は逆エビ固めでギブアップ負けを喫した。以後、前座戦線で同期の川人拓来と出世争いを展開。当初は時間切れ引き分けが続いたものの、大幅な体重アップに成功し、9月4日、Road to DESTRUCTION桑名大会にて、川人と対戦。逆エビ固めで川人からギブアップ勝ちを収め、プロ初勝利を収めた。
2016年11月27日の一回戦でトーア・ヘナーレとの対戦以降、長期欠場。11月30日に頚椎損傷により11月29日の佐世保大会からの長期欠場が発表された。その後、約2年に渡って動向が不明な状態が続いていたが、2018年1月にニュージーランドにあるバッドラック・ファレの道場の臨時コーチに就任したこと、2018年10月には頚椎の手術を行った事が明らかとなった。2018年のWORLD TAG LEAGUEからは、他のヤングライオンと共にセコンド業務に参加している。
2018年10月26日に白石脊椎クリニックが投稿したyoutube動画に登場し頚椎損傷とされていた怪我の詳細が第1第2頚椎亜脱臼であったこと、手術が無事成功したこと、復帰を目指すことが金光本人より報告された。12月15日後楽園ホール大会にてタッグマッチで復帰戦を行い15分時間切れ引き分けとなった。
2019年は試合が組まれず、3月31日をもって新日本プロレスを退団した。退団後は北村克哉が立ち上げたボディビルのサークルに参加している様子が北村のSNS等で確認されている。
現在はパーソナルトレーナーとして活動している。

## 得意技
串刺しドロップキック